# Sars-le-Bois
 Sars-le-Bois  es una población y comuna francesa, situada en la región de Norte-Paso de Calais, departamento de Paso de Calais, en el distrito de Arras y cantón de Avesnes-le-Comte.

## Demografía
| 92 | 86 | 69 | 66 | 62 | 66 |
| Para los censos de 1962 a 1999 la población legal corresponde a la población sin duplicidades (Fuente: INSEE [Consultar]) |    |    |    |    |    |